# Regosole

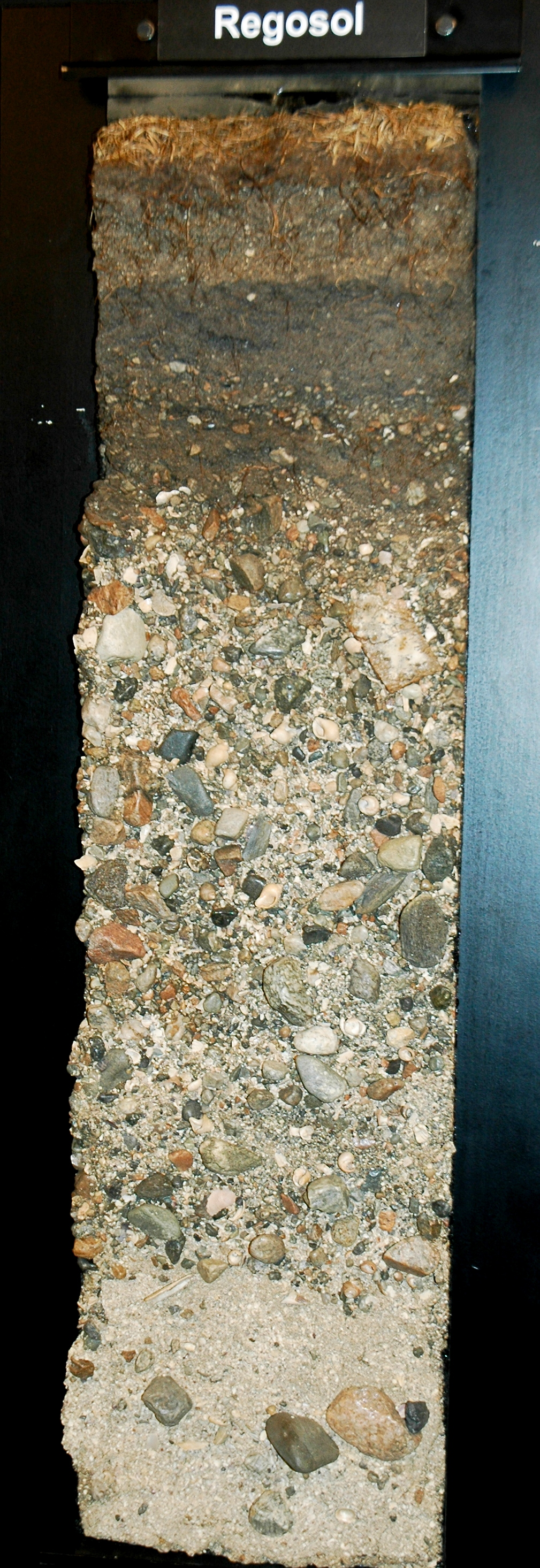

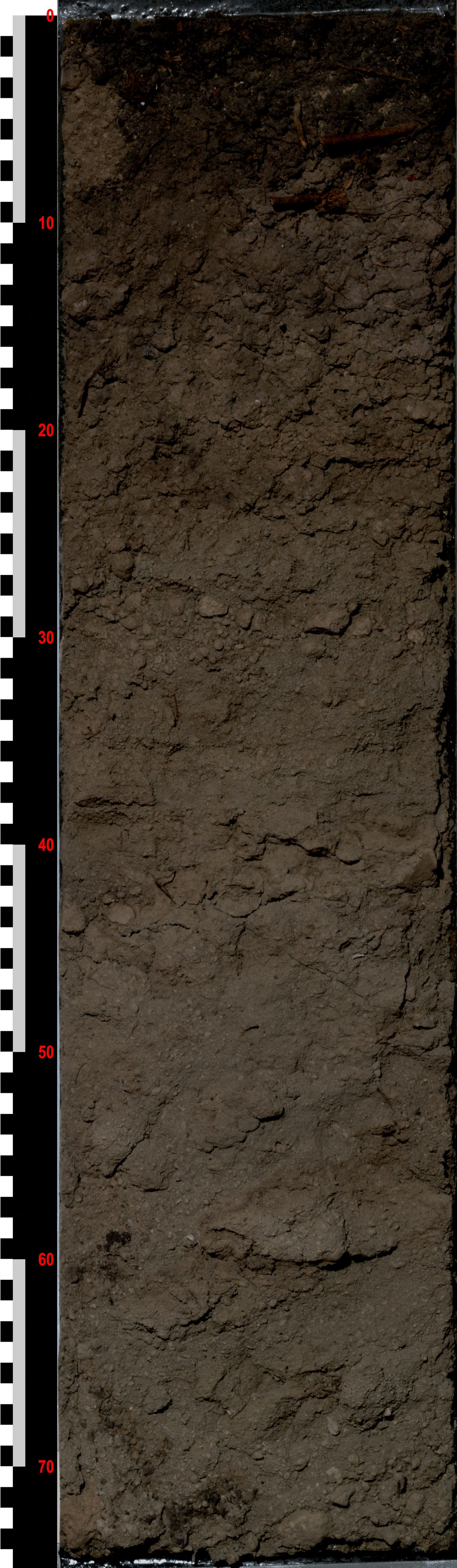

Regosole, gleby inicjalne luźne – gleby inicjalne, które powstały z nieskonsolidowanych (luźnych) skał osadowych, takich jak piaski, gliny lub lessy. 
Są to gleby niestrefowe - można je spotkać na całym świecie, szczególnie w miejscach gdzie niskie temperatury, długotrwałe susze lub procesy gradacyjne (erozja, akumulacja) limitują przebieg procesów glebotwórczych. Największe ich areały występują w suchych strefach klimatycznych (w tym w suchych tropikach) oraz w obszarach górskich. Regosole maja swoje odpowiedniki w wielu narodowych oraz międzynarodowych systematykach gleb (WRB - Regosols, Soil Taxonomy - Entisos) .  

## Regosole w systematyce gleb Polski
Regosole są typem gleby w obowiązujących w latach 1974-2011 trzecim i czwartym wydaniu systematyki gleb Polski opracowanych przez Polskie Towarzystwo Gleboznawcze. 
Od 2011 r. obowiązuje nowe, piąte wydanie systematyki gleb, wg którego gleby zaliczane do tego typu powinny być wydzielane jako typy: gleby inicjalne rumoszowe lub gleby inicjalne erozyjne.
Według systematyki gleb Polski (1989) na obszarze kraju do regosoli zalicza się gleby inicjalne wytworzone z osadów klastycznych skał niewapiennych jak np. głaz, żwir. Są to gleby bardzo płytkie, reprezentujące początkowe stadium procesu glebotwórczego. Ich profil zbudowany jest z poziomów (A)C-C. poziom próchniczny (A)C zwykle zawiera bardzo mało próchnicy (często jest ledwo dostrzegalna), jest bardzo słabo wykształcony, jego miąższość zwykle nie przekracza 10 cm. Bezpośrednio pod nim znajduje się poziom skały macierzystej – C. Nazwa regosole wywodzi się z greckiego reghos – niewypełniony.
Zaliczane są do tego typu 2 podtypy:
- gleby inicjalne luźne erozyjne – występują na obszarach o zróżnicowanej rzeźbie, w miejscach silnie nachylonych, objętych intensywnymi procesami erozyjnymi. Erozja w tych miejscach prowadzi do usuwania wierzchnich warstw nieustannie tworzącej się gleby i odsłaniania skały macierzystej. Jeżeli są to gleby wytworzone z piasków lub żwirów zaliczane są, m.in. z uwagi na częste niedobory wody, do VI klasy bonitacyjnej. Gleby wytworzone z glin lub iłów są bardzo zbite, oraz bardzo mało przewiewne, zaliczane są jednak do klasy IV, podobnie jak gleby tego podtypu wytworzone z pyłu (np. less). Gleby inicjalne luźne erozyjne wytworzone z lessu (dominującego utworu pyłowego w Polsce) są bardzo rzadkie. Less jest bardzo podatny na erozję (bardziej niż jakakolwiek inna skała luźna), która bardzo szybko odsłania głębsze warstwy bogate w węglan wapnia. Jego obecność w skale macierzystej skutkuje zaliczeniem tworzących się z takiego materiału gleb do innego rzędu, tj. do gleb wapniowcowych (należą do niego rędziny i pararędziny). Do tego podtypu gleb zalicza się również tzw. regosole deluwialne. Występują one u podnóży stoków, wałów morenowych, w dnach dolin. W tych miejscach gdzie gromadzą się deluwia, będące pochodzącym z wietrzenia, erozji materiałem. Często są to większe odłamki skał, dlatego żyzność tych gleb jest bardzo niska. Zaliczane są one do VI klasy bonitacyjnej.

- gleby inicjalne luźne eoliczne – występują na obszarach wydm piaszczystych, w miejscach gdzie roślinności uda się utrwalić przemieszczany przez wiatr materiał. Są to gleby o wyjątkowo niskiej żyzności, przeważnie w ciągu roku bardzo suche. Do tego podtypu zalicza się również regosole aluwialne. Tworzą się one ze współczesnych (holoceńskich) piaszczystych aluwiów. Gleby inicjalne luźne eoliczne zaliczane są do VI klasy bonitacyjnej.

## Regosols

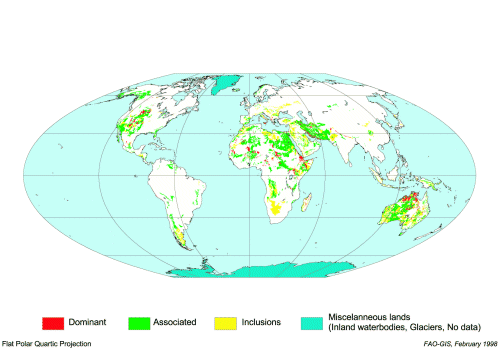
Występowanie regosoli na świecie

Wydzielona w międzynarodowej klasyfikacji gleb WRB (World Reference Base for Soil Resources) wielka grupa Regosols obejmuje gleby odpowiadające tradycyjnie rozumianym regosolom.

Obejmuje ona słabo rozwinięte gleby powstałe z nieskonsolidowanego materiału, a nie będące leptosols (gleby inicjalne), arenosols (gleby piaskowe), fluvisols (z materiałem fluvic, mady) ani cryosols (z wieloletnią zmarzliną). Pod poziomem próchnicznym mollic lub umbric nie występują w nich żadne poziomy diagnostyczne .